# Charles Mopsik
Charles Mopsik, né le 2 septembre 1956 et mort le 13 juin 2003 (13 sivan 5763), est un penseur et chercheur français qui a renouvelé l'étude de la Kabbale et de la mystique juive.

## Biographie
| Image externe |                           |
|               | Photo de Charles Mopstik. |

Il est une des figures importantes du renouveau des études juives en France à la fin des années 1970. En 1979, il fonde chez Verdier la collection « Les dix paroles », avec le Guide des égarés de Maïmonide comme premier volume emblématique suivi par une traduction de l’araméen du livre de la Genèse dans le Sefer Ha Zohar.
Élève de Jean Zacklad (1929-1990) lui-même initié à la Kabbale par le Rabbin Levi Saadia Nahmani, il se spécialise dans l'étude des traditions mystagogiques et théurgiques juives qui se sont développées en Espagne et en Provence à partir des XIIe et XIIIe siècles. Il soutient son doctorat d'État en philosophie à l'Université Paris I en 1987, avec des Recherches autour de la Lettre sur la sainteté. Sources, texte, influences, sous la direction de Pierre Thillet, spécialiste de la tradition péripatéticienne.
Charles Mopsik est une figure majeure de l’étude de la Kabbale, comme traducteur, historien et chercheur.
Il est mort à l'âge de 46 ans des suites d'une grave maladie. Une Association Charles Mopsik a été créée après son décès et a pour but de préserver sa mémoire et de promouvoir son œuvre.

## Œuvres

### Essais
- Avec Claude Birman et Jean Zacklad, Caïn et Abel. Aux origines de la violence, coll.«  Figures  », Grasset, Paris, 1980[4].
- La Cabale, lire au-delà de la lettre, Paris, Jacques Grancher, 1988.
- Les grands textes de la cabale : les rites qui font Dieu, coll. «  Les Dix Paroles  », Lagrasse, Verdier, 1993.
- Cabale et cabalistes, Paris, Bayard, 1997. Rééd., Paris, Albin Michel, 2003.
- Le Sexe des âmes. Aléas de la différence sexuelle dans la cabale, Paris-Tel Aviv, L’Éclat, 2003.
- Chemins de la cabale. Vingt-cinq études sur la mystique juive, Paris-Tel Aviv, L’Éclat, 2004.

### Éditions, traductions, commentaires des Sources
- Le Zohar, traduction de l’araméen, introduction et notes, Lagrasse, Verdier, 1981-2000, 7 vol. (Genèse : Tomes I à IV ; Le livre de Ruth ; Cantique des Cantiques ; Lamentations).
- Les évangiles de l'ombre. Apocryphes du Nouveau Testament, choix et présentation, Paris, Lieu commun, 1983.
- Le Palmier de Débora, de Moïse Cordovéro, édition, traduction, introduction et commentaire, Lagrasse, Verdier, 1985.
- Lettre sur la sainteté, étude préliminaire, traduction et commentaire, suivi d’une étude de Moché Idel, Lagrasse, Verdier, 1986.
  - Lettre sur la sainteté. La relation de l’homme avec sa femme, édition d’après un manuscrit découvert par C. Mopsik, nouvelle traduction, introduction et notes, Lagrasse, Verdier, 1994.
- Le Livre hébreu d’Hénoch. Le livre des Palais, traduction, introduction et commentaire, Lagrasse, Verdier, 1989.
- L’Ecclésiaste et son double araméen. Qohélet et son Targoum, introduction, traduction, notes et postface, Lagrasse, Verdier, 1990.
- Le Secret du mariage de David et Bethsabée, de R. Joseph Gikatila, édition critique, traduction, introduction et notes, Combas, L’Éclat, Combas, 1994 [Traduction espagnole: Barcelone, Riopiedras, 1996]. Réédition, Paris-Tel Aviv, L’Éclat, 2003.
- Le Sicle du sanctuaire (Cheqel ha-Qodech), de Moïse de Léon, traduction, annotation et présentation, Lagrasse, Verdier, 1996.
- Sheqel ha-Qodesh, de Moïse de Léon, édition critique, introduction, notes et variantes, avec une préface de Moshé Idel, Los Angeles, CA, Cherub Press, 1996 (en hébreu).
- Fragment d’un commentaire sur la Genèse, de Joseph de Hamadan, édition critique, notes, traduction et introduction, Lagrasse, Verdier, 1998.
- La Sagesse de Ben Sira, introduction, traduction et notes, Lagrasse, Verdier, 2004.

### Autres traductions
- Moché Idel, Maïmonide et la mystique juive, Le Cerf, 1991.
- Moché Idel, La cabale. Nouvelles perspectives, Le Cerf, 1998[5].

### Texte en ligne
- Observations sur l'œuvre de Gershom Scholem Charles Mopsik et Eric Smilevitch

## Distinctions
- Prix des Arts, des Lettres et des Sciences de la Fondation du judaïsme français, 1991
- Prix Alberto Benveniste de la recherche, 2004